# Hans Krenning
Johannes Cornelis (Hans) Krenning (Amsterdam, 1 oktober 1895 – aldaar, 20 mei 1975) was een Nederlands politiefunctionaris.
Op 1 augustus 1916 trad hij als surnumerair in dienst bij de Amsterdamse politie en acht maanden later werd hij aangesteld als inspecteur tweede klasse waarna hij in november 1919 bevorderd werd tot inspecteur eerste klasse.
Rond 1921 kwam Krenning bij de 'Centrale Controle' en zes jaar later bij de recherche-administratie. Verder is hij jarenlang belast geweest met het opleiden van agenten en brigadiers terwijl hij ook in z'n vrije tijd les gaf. In 1930 volgde de publicatie van een door hem geschreven leerboek betreffende het Wetboek van Strafvordering. In 1936 werd hij bevorderd tot hoofdinspecteur en werd hij chef van de administratieve recherche. In de zomer van 1938 werd hij net als hoofdinspecteur M.O.F. van der Heul bevorderd tot commissaris van politie en kort daarop ging commissaris Krenning leiding geven aan het sectiebureau Stadhouderskade.
In juli 1940, dus enkele maanden na het begin van de bezetting van Nederland door nazi-Duitsland, was hij nauw betrokken bij voorbereidingen van de oprichting van de aan de Nationaal-Socialistische Beweging (NSB) gelieerde organisatie Rechtsfront. Deze organisatie kreeg drie afdelingen: Justitie (A), Politie (B) en een afdelingen voor vrije beroepen zoals advocaten en notarissen (C). Krenning werd actief binnen de B-afdeling en werd daarnaast later ook hoofdopsteller (hoofdredacteur) van het tweewekelijks blad Het Rechtsfront. De oprichters lieten aan NSB-leider A.A. Mussert de keuze over van het bestuur waarop Mussert besloot mr. H.M. Fruin, rechter bij de arrondissementsrechtbank te Alkmaar, tot leider aan te wijzen. Halverwege 1940 werd het ambtenarenverbod (verbod voor overheidspersoneel om lid te zijn van onder andere de NSB) opgeheven waarna Krenning in november van dat jaar lid werd van de NSB. Hoewel hij niet echt opging in het partijleven, wist Tulp hem later te overreden om lid te worden van de Nederlandsche SS en daarnaast werd hij leider van de SS-Politie-Standaard.
Eind januari 1941 werd commissaris E.C.J. Staal door hoofdcommissaris H.J. Versteeg aangesteld als hoofd van de rond die tijd in Amsterdam, vooruitlopend op de komende staatspolitie, ingestelde ordepolitie. Een maand later vond de Februaristaking plaats en kort daarop werd Versteeg vervangen door de ex-KNIL-officier en NSB'er S. Tulp. Höhere SS-und Polizeiführer H.A. Rauter verweet Staal de gebrekkige ordehandhaving in Amsterdam en probeerde hoofdcommissaris Tulp ervan te overtuigen om Staal te ontslaan en op die plaats Krenning te benoemen. Tulp liet zich niet overreden maar benoemde Krenning wel als tweede man bij de ordepolitie: chef van de staf van de ordepolitie met als rang majoor. Krenning, die het goed met Tulp kon vinden en met hem al spoedig allerlei zaken onderling regelde, slaagde erin enkele pro-Duitse inspecteurs naar voren te schuiven. Staal kreeg steeds meer moeite met de verantwoordelijkheden die volgde uit zijn functie door zaken zoals het oppakken van driehonderd jonge Joodse burgers op 11 juni 1941 tijdens de tweede grote razzia in Amsterdam. Eind oktober werd Staal ontslagen waarna Krenning hem opvolgde als commandant van de ordepolitie in de rang van overste waarbij hoofdinspecteur L.C.J. Kruyne hem opvolgde als chef van de staf van de ordepolitie. Daarnaast werd Krenning opgenomen in het door Tulp eind van dat jaar ingestelde 'Kabinet van de Hoofdcommissaris'. Daarin zat ook commissaris C. Bakker die, nadat K.H. Broekhoff in juli 1941 door Rauter ontslagen was, de nieuwe waarnemend hoofdcommissaris was geworden.
Begin oktober 1942 werd hoofdcommissaris Tulp ernstig ziek waarna Bakker diens functie waarnam. Dat bleef zo nadat Tulp enkele weken later kwam te overlijden. Na de crematie had burgemeester E.J. Voûte bij Rauter aangedrongen om Krenning te benoemen tot de nieuwe hoofdcommissaris. Na enige tijd wilde Rauter niet verder gaan dan Krenning in plaats van Bakker te belasten met de waarneming van de functie van hoofdcommissaris; een benoeming die op 18 januari 1943 inging. Begin februari was er in Amsterdam tegelijk zowel een actie om Joodse burgers op te pakken als om jonge mannen op te pakken voor de Arbeitseinsatz. Deze gecombineerde actie werd voortijdig gestopt toen bleek dat Krenning totaal was ingestort. Uit medisch onderzoek bleek dat hij overspannen was en de eerstkomende maanden ziekteverlof nodig had. Enige tijd later werd hij om gezondheidsredenen ontslagen.
Op 1 maart 1943 ging de Verordening Organisatie Politie in waarmee de organisatie van de politie in Nederland drastisch werd herzien. Hierbij werden vele politieorganisaties samengevoegd in de meer militaire staatspolitie. In acht grote steden kwam deze staatspolitie onder leiding te staan van een politiepresident en de rest van Nederland viel onder vijf politiegewesten met ieder een gewestelijk politiepresident. Bij die gelegenheid werd procureur-generaal J. Feitsma waarnemend politiepresident in Amsterdam.
In juli 1943 vertelde de ontslagen Krenning aan een oud-collega over het voorval in februari dat hij volkomen gedesillusioneerd was geraakt door overwerktheid en de grote teleurstellingen vooral waar het het optreden van de "kameraden" (NSB'ers) betrof. Rond die tijd zegde hij ook zijn lidmaatschap van de NSB op.
Krenning werd na de oorlog veroordeeld tot drie jaar internering. Hij overleed in 1975 op 79-jarige leeftijd.